# 明正
明正（めいせい）は明代に順天王を称した曹甫が建てた説のある私年号。1511年。
李崇智はこの元号について項を設けているが、『明史』『明紀』『江津県志』がいずれも元号に言及していないことを挙げ、実在を断定していない。また鄧洪波もこの元号に言及していない。

## 西暦・干支との対照表
| 明正 | 元年    |
| 西暦 | 1511年  |
| 干支 | 辛未    |
| 明   | 正徳6年 |